# Список вигаданих божеств
Це навігаційний список божеств, які існують виключно у світах з художніх творів, упорядкованих спочатку за типом медіа, далі за назвою художнього твору, серіалу, франшизи чи автора. Цей список не включає божеств, яким поклоняються люди в реальному житті, або ті, які з'являються у вигаданих творах, але не є достатньо чіткими, щоб згадувати їх у статті Вікіпедії окремо від статей про сутності, на яких вони засновані.

### Хроніки Нарнії
- Аслан – вигаданий лев, божество у Хроніках Нарнії;
- Таш[en] — бог-демон Калормен.[1][2]

### Дюна
- Пол Атрід — герцог дому Атрідів, пізніше пророк та імператор людства.[3]

### Твори Г.П. Лавкрафта
- Азатот — бог сліпого ідіота;
- Ктулху — вигадана космічна сутність;
- Ньярлатхотеп — вигаданий бог;
- Шаб-Ніггурат — вигадане божество у мітах Ктулху.

### Легендаріум Дж. Р. Р. Толкіна[en]
- Еру Ілуватар — божество-творець світу;
- Валар — божественна або ангельська раса;
- Мелькор, також відомий як Морґот Бауґлір – зле занепале божество.